# 歐洲卡車模擬
《歐洲卡車模擬》（英語：Euro Truck Simulator）是一款貨車駕駛模擬遊戲，由SCS Software開發，使用OpenGL技术。玩家可以駕駛貨車運送貨物穿梭歐洲大陸。游戏于2008年8月29日在欧洲发行，2009年4月15日推出黄金版。续集为歐洲卡車模擬2。

## 游戏玩法
欧洲卡车模拟器提供了驾驶卡车环游欧洲的真实体验。玩家必须在欧洲各地运送货物，同时遵守路标、高速公路规则并管理燃油水平。欧洲卡车模拟器拥有来自不同真实公司的不同卡车模型。每辆卡车都有自己的发动机功率、轮胎和尺寸，这些都会影响驾驶。游戏没有结局，玩家在完成所有目标后可以继续游戏。